# Droga krajowa nr 8 (Polska)
Droga krajowa nr 8 – droga krajowa klasy A, S oraz GP  prowadząca przez Polskę od granicy z Czechami w Kudowie-Zdroju do Raczek koło Suwałk. Stanowi polski odcinek międzynarodowej trasy E67. Przebiega przez pięć województw: dolnośląskie, wielkopolskie, łódzkie, mazowieckie i podlaskie. Na odcinku Ostrów Mazowiecka – Warszawa jest częścią Via Baltica, na odcinku Warszawa – Piotrków Trybunalski stanowiła część Gierkówki.
W celu poprawy bezpieczeństwa na drogach krajowych w 2007 roku GDDKiA wdrożyła program Drogi Zaufania. Droga krajowa nr 8 w ówczesnym przebiegu została uznana za najbardziej niebezpieczną i zapoczątkowała program hasłem: „Drogi zaufania – Bezpieczna ósemka”. W 2008 roku program realizowany był pod hasłem „Drogi zaufania – Bezpiecznych osiem” i obejmował drogi krajowe o numerach 1 do 8.
W grudniu 2022 roku, na mocy zarządzenia Generalnego Dyrektora Dróg Krajowych i Autostrad, skrócono przebieg drogi krajowej nr 8. Trasa obecnie kończy się w Raczkach, na węźle z drogą ekspresową S61, zaś dalszy przebieg przez Suwałki do granicy państwa w Budzisku został włączony do drogi krajowej nr 61.

## Autostrada A8
Na odcinku stanowiącym Autostradową Obwodnicę Wrocławia droga posiada status autostrady o oznaczeniu A8.

## Droga ekspresowa S8
Środkową część szlaku, od autostrady A8 do Białegostoku, zaplanowano jako drogę ekspresową.
W dniu 8 września 2008 GDDKiA oraz Ministerstwo Infrastruktury podpisały aneks do umowy na projekt rozbudowy drogi krajowej nr 8, zawartej pod koniec 2016 roku. Aneks umożliwił realizację drogi ekspresowej na odcinku Magnice (A8) – Kłodzko.
W 2021 r. rząd ogłosił, że uwzględnił w planie budowy dróg do 2030 r. przedłużenie drogi w standardzie drogi ekspresowej do granicy Polski w Boboszowie. Koncepcja zmiany przebiegu drogi nr 8 na południe od Kłodzka z Kudowy-Zdrój na Boboszów była rozważana wcześniej i jest już opracowane studium korytarzowe dla takiego przebiegu drogi.

## Historia numeracji
Na przestrzeni lat trasa posiadała różne oznaczenia i klasyfikacje:

| Numer | Numer | Kategoria         | Przebieg | Lata obowiązywania                                  | Źródło | Uwagi |
| --- | ----- | ----------------- | --- | --------------------------------------------------- | --- | --- |
| 2 | 2     | droga państwowa   | (Warszawa –) Falenty – Rawa – Piotrków | 1921 – lata 30.                                     | Ustawa z dnia 10 grudnia 1920 r. o budowie i utrzymaniu dróg publicznych w Rzeczypospolitej Polskiej (Dz.U. z 1921 r. nr 6, poz. 32) | |
| 5 | 5     | droga państwowa   | Augustów – Suwałki – Szypliszki (– Kowno) | 1921 – lata 30.                                     | Ustawa z dnia 10 grudnia 1920 r. o budowie i utrzymaniu dróg publicznych w Rzeczypospolitej Polskiej (Dz.U. z 1921 r. nr 6, poz. 32) | |
| 6 | 6     | droga państwowa   | Warszawa – Zambrów – Białystok | 1921 – lata 30.                                     | Ustawa z dnia 10 grudnia 1920 r. o budowie i utrzymaniu dróg publicznych w Rzeczypospolitej Polskiej (Dz.U. z 1921 r. nr 6, poz. 32) | |
| 20 | 20    | droga państwowa   | (Wrocław) Syców – Kępno – Wieluń – Piotrków | 1921 – lata 30.                                     | Ustawa z dnia 10 grudnia 1920 r. o budowie i utrzymaniu dróg publicznych w Rzeczypospolitej Polskiej (Dz.U. z 1921 r. nr 6, poz. 32) | |
| 15 | 15    | droga państwowa   | granica państwa – Kępno – Walichnowy – Wieluń – Bełchatów – Piotrków | lata 30. – 1952                                     | - Zygmunt Jaworski, Mapa samochodowa Polski (stan dróg) na rok 1939/40 1:1 100 000, Tadeusz Musiał, 1939. Brak numerów stron w książce - Rozporządzenie Ministra Budownictwa z dnia 26 września 1949 r. w sprawie odległości budynków od niektórych dróg państwowych (Dz.U. z 1949 r. nr 52, poz. 398) - Droga państwowa. Wegenwiki. (niderl.). | |
| 14 | 14    | droga państwowa   | Piotrków – Tomaszów Maz. – Rawa-Maz. – Mszczonów – Falenty | lata 30. – 1952                                     | - Zygmunt Jaworski, Mapa samochodowa Polski (stan dróg) na rok 1939/40 1:1 100 000, Tadeusz Musiał, 1939. Brak numerów stron w książce - Rozporządzenie Ministra Budownictwa z dnia 26 września 1949 r. w sprawie odległości budynków od niektórych dróg państwowych (Dz.U. z 1949 r. nr 52, poz. 398) - Droga państwowa. Wegenwiki. (niderl.). | |
| 13 | 13    | droga państwowa   | Falenty – Warszawa | lata 30. – 1952                                     | - Zygmunt Jaworski, Mapa samochodowa Polski (stan dróg) na rok 1939/40 1:1 100 000, Tadeusz Musiał, 1939. Brak numerów stron w książce - Rozporządzenie Ministra Budownictwa z dnia 26 września 1949 r. w sprawie odległości budynków od niektórych dróg państwowych (Dz.U. z 1949 r. nr 52, poz. 398) - Droga państwowa. Wegenwiki. (niderl.). | |
| 3 | 3     | droga państwowa   | Warszawa – Radzymin – Wyszków – Ostrów Maz. – Zambrów – Jeżewo – Białystok | lata 30. – 1952                                     | - Zygmunt Jaworski, Mapa samochodowa Polski (stan dróg) na rok 1939/40 1:1 100 000, Tadeusz Musiał, 1939. Brak numerów stron w książce - Rozporządzenie Ministra Budownictwa z dnia 26 września 1949 r. w sprawie odległości budynków od niektórych dróg państwowych (Dz.U. z 1949 r. nr 52, poz. 398) - Droga państwowa. Wegenwiki. (niderl.). | |
| ? | ?     | b.d.              | Korycin – Suchowola – Augustów | lata 30. – 1952                                     | - Zygmunt Jaworski, Mapa samochodowa Polski (stan dróg) na rok 1939/40 1:1 100 000, Tadeusz Musiał, 1939. Brak numerów stron w książce - Rozporządzenie Ministra Budownictwa z dnia 26 września 1949 r. w sprawie odległości budynków od niektórych dróg państwowych (Dz.U. z 1949 r. nr 52, poz. 398) - Droga państwowa. Wegenwiki. (niderl.). | 1. brak połączenia drogowego Białystok – Korycin 2. nieznana numeracja |
| 2 | 2     | droga państwowa   | Augustów – Suwałki – granica państwa | lata 30. – 1952                                     | - Zygmunt Jaworski, Mapa samochodowa Polski (stan dróg) na rok 1939/40 1:1 100 000, Tadeusz Musiał, 1939. Brak numerów stron w książce - Rozporządzenie Ministra Budownictwa z dnia 26 września 1949 r. w sprawie odległości budynków od niektórych dróg państwowych (Dz.U. z 1949 r. nr 52, poz. 398) - Droga państwowa. Wegenwiki. (niderl.). | brak możliwości przekroczenia granicy |
| 18 | E12   | droga państwowa   | granica państwa – Kudowa-Zdrój – Kłodzko – Ząbkowice Śląskie – Łagiewniki – Bielany Wrocławskie – Wrocław – Oleśnica – Syców – Kępno – Wieruszów – Walichnowy                                                                                                 | - krajowy: 1952(?) – 1986 - europejski: 1962 – 1985 | - Mapa samochodowa Polski 1:1 000 , Warszawa: Państwowe Przedsiębiorstwo Wydawnictw Kartograficznych, 1962. Brak numerów stron w książce - Atlas samochodowy Polski 1:500 000. Wyd. IV. Warszawa: Państwowe Przedsiębiorstwo Wydawnictw Kartograficznych, 1965. Brak numerów stron w książce - Samochodowy atlas Polski 1:500 000. Wyd. V. Warszawa: Państwowe Przedsiębiorstwo Wydawnictw Kartograficznych, 1979. ISBN 83-7000-017-7. Brak numerów stron w książce - Mapa samochodowa Polski 1:1 500 000, Załącznik do informatora samochodowo-motocyklowego – rocznik XXVIII, Warszawa: Państwowe Przedsiębiorstwo Wydawnictw Kartograficznych, 1983. Brak numerów stron w książce - Samochodowy atlas Polski 1:500 000. Wyd. IX. Warszawa: Państwowe Przedsiębiorstwo Wydawnictw Kartograficznych, 1984. Brak numerów stron w książce | |
| ? | ?     | droga drugorzędna | Walichnowy – Wieluń – Bełchatów – Piotrków Trybunalski | - krajowy: 1952(?) – 1986 - europejski: 1962 – 1985 | - Mapa samochodowa Polski 1:1 000 , Warszawa: Państwowe Przedsiębiorstwo Wydawnictw Kartograficznych, 1962. Brak numerów stron w książce - Atlas samochodowy Polski 1:500 000. Wyd. IV. Warszawa: Państwowe Przedsiębiorstwo Wydawnictw Kartograficznych, 1965. Brak numerów stron w książce - Samochodowy atlas Polski 1:500 000. Wyd. V. Warszawa: Państwowe Przedsiębiorstwo Wydawnictw Kartograficznych, 1979. ISBN 83-7000-017-7. Brak numerów stron w książce - Mapa samochodowa Polski 1:1 500 000, Załącznik do informatora samochodowo-motocyklowego – rocznik XXVIII, Warszawa: Państwowe Przedsiębiorstwo Wydawnictw Kartograficznych, 1983. Brak numerów stron w książce - Samochodowy atlas Polski 1:500 000. Wyd. IX. Warszawa: Państwowe Przedsiębiorstwo Wydawnictw Kartograficznych, 1984. Brak numerów stron w książce | nieznana numeracja |
| 16 | E82   | droga państwowa   | Piotrków Trybunalski – Tomaszów Mazowiecki – Rawa Mazowiecka – Mszczonów – Nadarzyn – Janki – Warszawa | - krajowy: 1952(?) – 1986 - europejski: 1962 – 1985 | - Mapa samochodowa Polski 1:1 000 , Warszawa: Państwowe Przedsiębiorstwo Wydawnictw Kartograficznych, 1962. Brak numerów stron w książce - Atlas samochodowy Polski 1:500 000. Wyd. IV. Warszawa: Państwowe Przedsiębiorstwo Wydawnictw Kartograficznych, 1965. Brak numerów stron w książce - Samochodowy atlas Polski 1:500 000. Wyd. V. Warszawa: Państwowe Przedsiębiorstwo Wydawnictw Kartograficznych, 1979. ISBN 83-7000-017-7. Brak numerów stron w książce - Mapa samochodowa Polski 1:1 500 000, Załącznik do informatora samochodowo-motocyklowego – rocznik XXVIII, Warszawa: Państwowe Przedsiębiorstwo Wydawnictw Kartograficznych, 1983. Brak numerów stron w książce - Samochodowy atlas Polski 1:500 000. Wyd. IX. Warszawa: Państwowe Przedsiębiorstwo Wydawnictw Kartograficznych, 1984. Brak numerów stron w książce | |
| 12 | E12   | droga państwowa   | Warszawa – Radzymin – Wyszków – Ostrów Mazowiecka – Zambrów – Jeżewo Stare – Białystok | - krajowy: 1952(?) – 1986 - europejski: 1962 – 1985 | - Mapa samochodowa Polski 1:1 000 , Warszawa: Państwowe Przedsiębiorstwo Wydawnictw Kartograficznych, 1962. Brak numerów stron w książce - Atlas samochodowy Polski 1:500 000. Wyd. IV. Warszawa: Państwowe Przedsiębiorstwo Wydawnictw Kartograficznych, 1965. Brak numerów stron w książce - Samochodowy atlas Polski 1:500 000. Wyd. V. Warszawa: Państwowe Przedsiębiorstwo Wydawnictw Kartograficznych, 1979. ISBN 83-7000-017-7. Brak numerów stron w książce - Mapa samochodowa Polski 1:1 500 000, Załącznik do informatora samochodowo-motocyklowego – rocznik XXVIII, Warszawa: Państwowe Przedsiębiorstwo Wydawnictw Kartograficznych, 1983. Brak numerów stron w książce - Samochodowy atlas Polski 1:500 000. Wyd. IX. Warszawa: Państwowe Przedsiębiorstwo Wydawnictw Kartograficznych, 1984. Brak numerów stron w książce | |
| ? | ?     | droga drugorzędna | Korycin – Augustów | - krajowy: 1952(?) – 1986 - europejski: 1962 – 1985 | - Mapa samochodowa Polski 1:1 000 , Warszawa: Państwowe Przedsiębiorstwo Wydawnictw Kartograficznych, 1962. Brak numerów stron w książce - Atlas samochodowy Polski 1:500 000. Wyd. IV. Warszawa: Państwowe Przedsiębiorstwo Wydawnictw Kartograficznych, 1965. Brak numerów stron w książce - Samochodowy atlas Polski 1:500 000. Wyd. V. Warszawa: Państwowe Przedsiębiorstwo Wydawnictw Kartograficznych, 1979. ISBN 83-7000-017-7. Brak numerów stron w książce - Mapa samochodowa Polski 1:1 500 000, Załącznik do informatora samochodowo-motocyklowego – rocznik XXVIII, Warszawa: Państwowe Przedsiębiorstwo Wydawnictw Kartograficznych, 1983. Brak numerów stron w książce - Samochodowy atlas Polski 1:500 000. Wyd. IX. Warszawa: Państwowe Przedsiębiorstwo Wydawnictw Kartograficznych, 1984. Brak numerów stron w książce | 1. nieznana numeracja 2. do połowy lat 60. brak połączenia drogowego Białystok – Korycin, następnie droga lokalna; w I połowie lat 70. jako droga drugorzędna, później droga państwowa |
| 11 | 11    | droga państwowa   | Augustów – Suwałki – granica państwa | - krajowy: 1952(?) – 1986 - europejski: 1962 – 1985 | - Mapa samochodowa Polski 1:1 000 , Warszawa: Państwowe Przedsiębiorstwo Wydawnictw Kartograficznych, 1962. Brak numerów stron w książce - Atlas samochodowy Polski 1:500 000. Wyd. IV. Warszawa: Państwowe Przedsiębiorstwo Wydawnictw Kartograficznych, 1965. Brak numerów stron w książce - Samochodowy atlas Polski 1:500 000. Wyd. V. Warszawa: Państwowe Przedsiębiorstwo Wydawnictw Kartograficznych, 1979. ISBN 83-7000-017-7. Brak numerów stron w książce - Mapa samochodowa Polski 1:1 500 000, Załącznik do informatora samochodowo-motocyklowego – rocznik XXVIII, Warszawa: Państwowe Przedsiębiorstwo Wydawnictw Kartograficznych, 1983. Brak numerów stron w książce - Samochodowy atlas Polski 1:500 000. Wyd. IX. Warszawa: Państwowe Przedsiębiorstwo Wydawnictw Kartograficznych, 1984. Brak numerów stron w książce | brak możliwości przekroczenia granicy |
| 9 | 9     | droga państwowa   | Białystok – Korycin – Augustów | lata 70. – 1986                                     | - Mapa samochodowa Polski 1:1 000 , Warszawa: Państwowe Przedsiębiorstwo Wydawnictw Kartograficznych, 1962. Brak numerów stron w książce - Atlas samochodowy Polski 1:500 000. Wyd. IV. Warszawa: Państwowe Przedsiębiorstwo Wydawnictw Kartograficznych, 1965. Brak numerów stron w książce - Samochodowy atlas Polski 1:500 000. Wyd. V. Warszawa: Państwowe Przedsiębiorstwo Wydawnictw Kartograficznych, 1979. ISBN 83-7000-017-7. Brak numerów stron w książce - Mapa samochodowa Polski 1:1 500 000, Załącznik do informatora samochodowo-motocyklowego – rocznik XXVIII, Warszawa: Państwowe Przedsiębiorstwo Wydawnictw Kartograficznych, 1983. Brak numerów stron w książce - Samochodowy atlas Polski 1:500 000. Wyd. IX. Warszawa: Państwowe Przedsiębiorstwo Wydawnictw Kartograficznych, 1984. Brak numerów stron w książce | |
| 8 | E67   | droga krajowa     | (Warszawa) Janki – Rawa Mazowiecka – Tomaszów Mazowiecki – Piotrków Trybunalski – Bełchatów – Wieluń – Walichnowy – Kępno – Syców – Oleśnica – Wrocław – Łagiewniki – Niemcza – Ząbkowice Śląskie – Kłodzko – Duszniki-Zdrój – Kudowa-Zdrój – granica państwa | od 14 II 1986, z późniejszymi zmianami              | \| Lista źródeł \| \| ------------------------------------------------------------------------------------------------------------------------------------------------------------------------------------------------------------------------------------------------------------------------------------------------------------------------------------------------------------------------------------------------------------------------------------------------------------------------------------------------------------------------------------------------------------------------------------------------------------------------------------------------------------------------------------------------------------------------------------------------------------------------------------------------------------------------------------------------------------------------------------------------------------------------------------------------------------------------------------------------------------------------------------------------------------------------------------------------------------------------------------------------------------------------------------------------------------------------------------------------------------------------------------------------------------------------------- \| \| - Uchwała nr 192 Rady Ministrów z dnia 2 grudnia 1985 r. w sprawie zaliczenia dróg do kategorii dróg krajowych (M.P. z 1986 r. nr 3, poz. 16) - Samochodowa mapa Polski 1:750 000, wyd. czwarte, Warszawa/Wrocław: Państwowe Przedsiębiorstwo Wydawnictw Kartograficznych, 1987. Brak numerów stron w książce - Polska: Atlas samochodowy 1:300 000. Wyd. pierwsze. Warszawa: Polskie Przedsiębiorstwo Wydawnictw Kartograficznych, 1992. ISBN 83-7000-080-0. Brak numerów stron w książce - Polska: Mapa samochodowa 1:700 000, wyd. 1, Szczecin: Wydawnictwo Kartograficzne KOMPAS, 1996–1997, ISBN 83-904373-2-5. Brak numerów stron w książce - Zarządzenie nr 6 Generalnego Dyrektora Dróg Publicznych z dnia 9 maja 2000 r. w sprawie nowych numerów dróg krajowych, [w:] Rzeczpospolita [online], 4 lipca 2000 (pol.). - Polska: Mapa samochodowa 1:700 000, wyd. XII Zmienione, poprawione i uaktualnione, Szczecin: Wydawnictwo Kartograficzne KOMPAS, 2004–2005, ISBN 83-904373-7-6. Brak numerów stron w książce - Polska: Mapa samochodowa 2016 1:700 000, wyd. XXVII, Dom Wydawniczy PWN, 2016, ISBN 978-83-7705-942-5. Brak numerów stron w książce - Polska: Atlas samochodowy 1:200 000 dla profesjonalistów. Wyd. IX. Warszawa: Dom Wydawniczy PWN, 2017. ISBN 978-83-7705-978-4. Brak numerów stron w książce \| | lokalne zmiany przebiegu spowodowane oddaniem do użytku odcinków drogi ekspresowej S8                                                                                                  |
| 18 | 18    | droga krajowa     | Warszawa – Marki – Radzymin – Wyszków – Ostrów Mazowiecka – Zambrów – Stare Jeżewo – Białystok | 14 II 1986 – 2000                                   | - Uchwała nr 192 Rady Ministrów z dnia 2 grudnia 1985 r. w sprawie zaliczenia dróg do kategorii dróg krajowych (M.P. z 1986 r. nr 3, poz. 16) - Samochodowa mapa Polski 1:750 000, wyd. czwarte, Warszawa/Wrocław: Państwowe Przedsiębiorstwo Wydawnictw Kartograficznych, 1987. Brak numerów stron w książce - Polska: Atlas samochodowy 1:300 000. Wyd. pierwsze. Warszawa: Polskie Przedsiębiorstwo Wydawnictw Kartograficznych, 1992. ISBN 83-7000-080-0. Brak numerów stron w książce - Polska: Mapa samochodowa 1:700 000, wyd. 1, Szczecin: Wydawnictwo Kartograficzne KOMPAS, 1996–1997, ISBN 83-904373-2-5. Brak numerów stron w książce | |
| 19 | 19    | droga krajowa     | granica państwa – Szypliszki – Suwałki – Augustów – Korycin – Białystok | 14 II 1986 – 2000                                   | - Uchwała nr 192 Rady Ministrów z dnia 2 grudnia 1985 r. w sprawie zaliczenia dróg do kategorii dróg krajowych (M.P. z 1986 r. nr 3, poz. 16) - Samochodowa mapa Polski 1:750 000, wyd. czwarte, Warszawa/Wrocław: Państwowe Przedsiębiorstwo Wydawnictw Kartograficznych, 1987. Brak numerów stron w książce - Polska: Atlas samochodowy 1:300 000. Wyd. pierwsze. Warszawa: Polskie Przedsiębiorstwo Wydawnictw Kartograficznych, 1992. ISBN 83-7000-080-0. Brak numerów stron w książce - Polska: Mapa samochodowa 1:700 000, wyd. 1, Szczecin: Wydawnictwo Kartograficzne KOMPAS, 1996–1997, ISBN 83-904373-2-5. Brak numerów stron w książce | przejście graniczne otwarto w 1992 roku |
| Lista źródeł |       |                   | |                                                     | | |
| - Uchwała nr 192 Rady Ministrów z dnia 2 grudnia 1985 r. w sprawie zaliczenia dróg do kategorii dróg krajowych (M.P. z 1986 r. nr 3, poz. 16) - Samochodowa mapa Polski 1:750 000, wyd. czwarte, Warszawa/Wrocław: Państwowe Przedsiębiorstwo Wydawnictw Kartograficznych, 1987. Brak numerów stron w książce - Polska: Atlas samochodowy 1:300 000. Wyd. pierwsze. Warszawa: Polskie Przedsiębiorstwo Wydawnictw Kartograficznych, 1992. ISBN 83-7000-080-0. Brak numerów stron w książce - Polska: Mapa samochodowa 1:700 000, wyd. 1, Szczecin: Wydawnictwo Kartograficzne KOMPAS, 1996–1997, ISBN 83-904373-2-5. Brak numerów stron w książce - Zarządzenie nr 6 Generalnego Dyrektora Dróg Publicznych z dnia 9 maja 2000 r. w sprawie nowych numerów dróg krajowych, [w:] Rzeczpospolita [online], 4 lipca 2000 (pol.). - Polska: Mapa samochodowa 1:700 000, wyd. XII Zmienione, poprawione i uaktualnione, Szczecin: Wydawnictwo Kartograficzne KOMPAS, 2004–2005, ISBN 83-904373-7-6. Brak numerów stron w książce - Polska: Mapa samochodowa 2016 1:700 000, wyd. XXVII, Dom Wydawniczy PWN, 2016, ISBN 978-83-7705-942-5. Brak numerów stron w książce - Polska: Atlas samochodowy 1:200 000 dla profesjonalistów. Wyd. IX. Warszawa: Dom Wydawniczy PWN, 2017. ISBN 978-83-7705-978-4. Brak numerów stron w książce |       |                   | |                                                     | | |

## Ważniejsze miejscowości leżące na trasie 8
Poniższa tabelka pokazuje główne miejscowości na trasie drogi krajowej nr 8 i drogi krzyżujące się z nią.
Legenda:
|          |           |           |
| w planie | w budowie | zbudowana |

| Km. | Główne miejscowości  | Drogi wojewódzkie | Drogi krajowe | Drogi ekspresowe i inne | Obwodnica |
| --- | -------------------- | ----------------- | ------------- | ----------------------- | --------- |
| 0   | Kudowa-Zdrój         |                   |               |                         |           |
| 8   | Lewin Kłodzki        |                   |               |                         |           |
| 17  | Duszniki-Zdrój       |                   |               |                         |           |
| 22  | Szczytna             |                   |               |                         |           |
| 27  | Polanica-Zdrój       | 388               |               |                         |           |
| 37  | Kłodzko              | 381               | 33 46         |                         |           |
| 47  | Bardo                |                   |               |                         |           |
| 59  | Ząbkowice Śląskie    | 385 382           |               |                         |           |
| 75  | Niemcza              |                   |               |                         |           |
| 84  | Łagiewniki           | 384               | 39            |                         |           |
| 115 | Wrocław              | 336 342           | 5 94 98       | A4                      | A8        |
| 153 | Oleśnica             | 340 451           |               |                         | S8        |
| 176 | Syców                |                   |               |                         | S8        |
| 195 | Kępno                |                   | 11            |                         | S8        |
| 205 | Wieruszów            | 450               |               |                         | S8        |
|     | Złoczew              |                   | 45            |                         | S8        |
|     | Sieradz              | 480 479           | 12 83         |                         | S8 12     |
|     | Zduńska Wola         | 482               |               |                         | S8        |
|     | Pabianice            | 485               |               | S8 S14                  | S8 S14    |
| 321 | Piotrków Trybunalski | 716               | 12 91         | A1                      | A1 S8     |
| 352 | Tomaszów Mazowiecki  | 713               | 48            |                         | S8        |
| 383 | Rawa Mazowiecka      | 707 725 726       | 72            |                         | S8        |
| 415 | Mszczonów            |                   | 50            |                         | S8        |
| 450 | Warszawa             |                   | 2 7 17 61 79  |                         | S8        |
| 470 | Marki                | 631 632 629       |               |                         | S8        |
| 481 | Radzymin             | 635               |               |                         | S8        |
| 512 | Wyszków              |                   | 62            |                         | S8        |
| 547 | Ostrów Mazowiecka    |                   | 50 60         | S61                     | S8        |
| 578 | Zambrów              |                   | 63 66         |                         | S8        |
| 617 | Jeżewo Stare         | 671               | 64            |                         | S8        |
| 635 | Choroszcz            |                   |               |                         | S8        |
| 641 | Białystok            | 675 676           | 19 65         |                         |           |
| 695 | Suchowola            |                   |               |                         |           |
| 730 | Augustów             | 664665            | 16            |                         |           |
| 753 | Raczki               | 655 664           |               | S61                     | S61 8     |